# Сент-Олбан, Нэнси
Нэ́нси Сент-О́лбан (англ. Nancy St. Alban), настоящее имя — Нэ́нси Уо́ррелл Фра́нклин (англ. Nancy Worrell Franklin; 2 января 1970, Балтимор, Мэриленд, США) — американская актриса.

## Биография
Нэнси Уоррелл Франклин родилась 2 января 1970 года в Балтиморе (штат Мэриленд, США). У Нэнси есть семеро братьев и сестёр. В 1977 году она начала заниматься балетом.
Нэнси дебютировала в кино в 1999 году, сыграв роль Энни Малэни в фильме «Дуранго». Всего она сыграла в пяти фильмах и телесериалах. В 2000—2009 играла роль Морин Бауэр Сантос в мыльной опере «Направляющий свет».
С 14 ноября 1998 года Нэнси замужем за фотографом Крисом Пулео. У супругов есть трое детей, двое дочерей и сын — Франческа Лиллиана Пулео (род.24.08.2003), Люсиана Мэделин Пулео (род.08.05.2005) и Джейми Пулео (род.19.02.2009).